# Kelly Guidotti
Kelly Guidotti (Osasco, 2 de setembro de 1980) é uma atriz, bonequeira, dubladora, locutora e diretora brasileira.

## Biografia
Kelly Guidotti atuou em diversas peças de teatro, tendo iniciado sua carreira ainda aos 14 anos. A atriz obteve seu registro profissional na área em 1999, tendo participado logo em seguida do elenco do espetáculo infantil Gatos e Cia, dirigida por Atilio Riccó. Especializada em teatro infantil, Guidotti integrou a montagem de várias peças desde então. Fez parte do elenco de trabalhos dirigidos por Thereza Piffer, Marcelo Klabin, Fernando Gomes, entre outros.   Em 2016, entrou para o elenco do projeto da atração itinerante BuZum!, que tem como objetivo educar crianças e adolescentes utilizando diversos métodos de teatro de animação. Os espetáculos foram dirigidos por Wanderley Piras. 
Guidotti começa a manipular bonecos para a televisão no programa Planeta Luluca,  da Rede NGT interpretando a personagem Sue.  Após sua performance ser bem recebida, a atriz participa da criação do programa TVLisão, na mesma emissora, onde, além de atuar, também tomava parte na produção, direção e criação dos roteiros dos episódios. Kelly foi convidada a participar do grupo canadense Mad Science, que buscava, de maneira descontraída, unir ciência e entretenimento. Lá, criou a personagem Kelly Kosmos, uma cientista maluca que atuava em shows, eventos, peças de teatro, oficinas e programas de TV ensinando ciência de forma divertida. Em uma parceria entre a Mad Science e a TV Cultura, foi convidada a participar da criação e do elenco do programa Física Divertida, que foi ao ar pela TV Rá-Tim-Bum, interpretando a mesma personagem.  
A partir de 2011 começa a participar do elenco do seriado Cocoricó, que foi um dos carros-chefe da programação infantil da TV Cultura. Lá, interpretou as personagens Lilica, Patavina e Mimosa, anteriormente interpretadas por Magda Crudelli. O programa era dirigido por Fernando Gomes. Em 2012, gravou com a personagem Lilica o DVD Show no Paiol com Hélio Ziskind, e se apresentou manipulando a versão grande da boneca no Sesc Vila Mariana com esse mesmo show.   Neste mesmo ano integrou o elenco de manipuladores de bonecos do programa infantil Os Cupins, atualmente veiculando na TV Cultura e TV Ra Tim Bum.  Após ser escolhida por Martin Robinson, da Sesame Workshop, em Nova Iorque, Kelly passa a interpretar e manipular o boneco Elmo, de Sésamo, a partir de 2016, tendo também feito a dublagem do personagem em segmentos filmados nos Estados Unidos. Também é a responsável pela dublagem de Mae (mãe de Elmo) e manipulação nas produções gravadas no Brasil  A atriz participou como bonequeira no game show Tá Certo?, da TV Cultura, criado por Marcos Amazonas. Nele interpretou e manipulou a personagem Geisinha. Lá recebeu diversos convidados ilustres, como  Bruno Garcia, Daniel, Fábio Porchat, Fafá de Belém, Maria Fernanda Cândido, entre outros. O programa foi dirigido por Leo Liberti (1ª temporada) e Julio Piconi (2ª temporada). Em 2019, Guidotti também começa a dirigir trabalhos com bonecos, como o Canal do Klin, um canal do YouTube de um cachorro, mascote da marca de calçados Klin, bem como episódios de Sésamo. 
Desde 2007 trabalha com teatro empresarial, atuando e produzindo, através de performances, esquetes, intervenções e espetáculos teatrais.  A artista também realizou a locução de trabalhos para a televisão e diversas peças publicitárias.  A atriz fez parte do elenco do videoclipe da canção Black Widow's Web, uma parceria entre a banda Angra e as cantoras Sandy e Alissa White-Gluz. O clipe foi dirigido por Leo Liberti. Em 2020, a atriz estreia no curta-metragem Visões de Claudeciro, dirigido por Julio Wong.  Participou também no longa Cocoricó: A Melhor Escolha, que estreou em 2014. 